# Eparchia orenburska
Eparchia orenburska – jedna z eparchii Rosyjskiego Kościoła Prawosławnego z siedzibą w Orenburgu. Jej obecnym ordynariuszem jest metropolita orenburski i saraktaszyński Piotr (Mansurow), zaś funkcję katedry pełni sobór św. Mikołaja w Orenburgu.

## Historia
Eparchia została powołana do życia dekretem Świątobliwego Synodu Rządzącego z grudnia 1799 jako eparchia orenburska i ufimska. Od 1859 nosiła nazwę orenburskiej i uralskiej, następnie od 1908 – orenburskiej i turgajskiej, zaś od ok. 1920 – orenburskiej. Po zmianie nazwy miasta Orenburga na Czkałow do 1957 nosiła nazwę eparchii czkałowskiej i buzułuckiej, następnie orenburskiej i buzułuckiej. W 2011 z jej terytorium zostały wyodrębnione eparchie buzułucka oraz orska.
W 2011 w skład eparchii wchodziły 242 parafie obsługiwane przez 208 kapłanów, z 211 cerkwiami i 30 kaplicami. Działały ponadto trzy klasztory.

## Biskupi orenburscy[4]
- Ambroży (Kełembet), 1799–1806
- Augustyn (Sacharow), 1806–1819
- Innocenty (Smirnow), 1819
- Teofil (Tatarski), 1819–1823
- Ambroży (Moriew), 1823–1828
- Arkadiusz (Fiodorow), 1829–1831
- Michał (Dobrow), 1831–1835
- Joannicjusz (Obrazcow), 1835–1849
- Józef (Bogosłowski), 1849–1853
- Antoni (Szokotow), 1853–1858
- Antoni (Radonieżski), 1858–1862
- Warłaam (Dienisow), 1862–1866
- Mitrofan (Wicinski), 1866–1879
- Beniamin (Bykowski), 1879–1882
- Beniamin (Smirnow), 1882–1886
- Makary (Troicki), 1886–1895
- Mikołaj (Adoratski), 1895–1896
- Tichon (Klitin), 1896
- Włodzimierz (Sokołowski-Awtonomow), 1897–1903
- Joachim (Lewicki), 1903–1910
- Teodozjusz (Ołtarżewski), 1910–1914
- Metody (Gierasimow), 1914–1919
- Arystarch (Nikołajewski), 1920–1923
- Jakub (Maskajew), 1925
- Dionizy (Prozorowski), 1926–1928
- Paweł (Wwiedienski), 1928–1931/1932
- Arseniusz (Sokołowski), 1932–1936
- Warłaam (Kozula), 1937
- Manuel (Lemieszewski), 1945–1948
- Borys (Wik), 1949–1950
- Warsonofiusz (Griniewicz), 1950–1953
- Michał (Woskriesienski), 1953–1960
- Palladiusz (Kaminski), 1960–1963
- Leoncjusz (Bondar), 1963–1999
- Walenty (Miszczuk), 1999–2015
- Beniamin (Zaricki), 2015-2023[5]
- Piotr (Mansurow), od 2024[6]